# Morschheim
Morschheim là một đô thị thuộc thuộc huyện Donnersberg, Đức. Đô thị Morschheim có diện tích 6,51 km², dân số thời điểm ngày 31 tháng 12 năm 2006 là 765 người.